# بليك برايس
بليك برايس هو صحفي كندي، ولد في 15 ديسمبر 1974.